# 喷托雷司
喷托雷司又称α,β-二甲基苯丙胺，化学式为C11H17N。它是与芬特明相关的兴奋剂，也是可以帮助减肥的降食欲剂。此外，它还是利尿剂。喷托雷司于1960年代开发。